# Eleição municipal de Santos em 1988
A eleição municipal de Santos em 1988 ocorreu em 15 de novembro. O prefeito titular era Oswaldo Justo do PMDB. Telma de Souza do PT elegeu-se prefeita em turno único.

## Resultado da eleição para prefeito

### Primeiro turno
| Candidatos a prefeito        | Número | Coligação          | Votação | Percentual |
| ---------------------------- | ------ | ------------------ | ------- | ---------- |
| Telma de Souza PT            | 13     | PT, PSB, PCdoB, PV | 73.176  | 27,69%     |
| Del Bosco Amaral PMDB        | 15     | PMDB               | 72.183  | 27,31%     |
| Paulo Gomes Barbosa PDS      | 11     | PDS                | 56.771  | 21,48%     |
| Nelson Fabiano PSDB          | 45     | PSDB               | 8.284   | 3,13%      |
| Jorge Seigui Yamazato PFL    | 25     | PFL                | 3.138   | 1,19%      |
| Alceu Muniz dos Santos PDC   | 17     | PDC                | 2.017   | 0,76%      |
| Lia Giraldo da S Augusto PCB | 23     | PCB                | 1.904   | 0,72%      |
| Decio Couto Clemente PL      | 22     | PL                 | 1.517   | 0,52%      |
| Nobel de Oliveira PDT        | 12     | PDT                | 1.231   | 0,47%      |